# Європейське агентство з безпечності харчових продуктів
Європейське агентство з безпечності харчових продуктів (англ. European Food Safety Authority) — агентство Європейського союзу, яке надає незалежні консультації та інформацію щодо існуючих та можливих ризиків, пов'язаних з харчовими продуктами й кормами. Діяльність агентства охоплює всі питання прямого й непрямого впливу на безпечність харчових продуктів і кормів, а також здоров'я тварин і рослин. Агентство підтримує Європейську комісію, Європейський парламент та країни-члени в їх прагненні приймати своєчасні та ефективні рішення щодо управління ризиками, які повинні забезпечувати захист здоров'я й інтересів європейських споживачів, безпечність харчових продуктів та кормів. Агентство працює з громадськістю стосовно всіх питань, які входять в його компетенцію, на відкритій і прозорій основі. Європейське агентство з безпечності харчових продуктів засновано 2002 року. Його штаб-квартира знаходиться в місті Парма, Італія.

## Завдання
Згідно Регламенту № 178/2002 Європейського парламенту й Ради від 28 січня 2002 року, Агентство має наступні завдання:
- розробка і надання зацікавленим сторонам наукових висновків з питань, що стосуються безпечності харчових продуктів і кормів;
- заохочення розробки кращих методів оцінки ризиків в сферах, що відносяться до місії Агентства;
- пошук та аналіз науково-технічних даних в будь-яких сферах, які безпосередньо або опосередковано пов'язані з безпечністю харчових продуктів та кормів;
- надання за запитом Єврокомісії науково-технічної підтримки задля врегулювання криз в сфері безпечності харчових продуктів і кормів;
- надання громадськості зрозумілої, надійної та об'єктивної інформації в сферах, які відносяться до його місії.

## Структура
Агентство складається з чотирьох органів:
- Управлінська рада: створює бюджет, затверджує щорічну робочу програму. Рада відповідає за успішну співпрацю агентства з партнерами всередині й зовні ЄС.
- Виконавчий директор: відповідає за оперативні, кадрові питання й за розробку програм роботи після консультацій з органами й членами ЄС; назначається Адміністративною радою на п'ятирічний термін.
- Консультативний форум: допомагає виконавчому директору. Складається з представників компетентних органів держав-членів, які виконують завдання, аналогічні завданням агентства; спостерігачів від ряду держав (Норвегія, Ісландія, Швейцарія) й від Єврокомісії. Збирається не рідше чотирьох разів на рік.
- Науковий комітет і наукові групи, кожна в своїй сфері, надають наукові висновки та рекомендації. Складаються з висококваліфікованих спеціалістів. Науковий комітет координує наукову роботу та готує науковий висновок, якщо питання стосується декількох груп або не стосується жодної. Науковий комітет складається з голів наукових груп і шести незалежних експертів, які не входять до складу наукових груп. Рішення наукового комітету та наукових груп приймаються більшістю голосів і до них додаються думки меншості.

На початок 2019 року в Європейському агентстві з безпечності харчових продуктів працювало приблизно 450 осіб.

## Членство й механізм фінансування
Європейське агентство з безпечності харчових продуктів — незалежна організація, діяльність якої фінансується майже повністю з бюджету ЄС. Агентство працює окремо від Європейської комісії, Європейського парламенту й держав-членів. Бюджет на 2019 рік був визначений у розмірі 80 млн євро.

### Члени
Національні органи безпеки харчових продуктів наступних країн є членами мережі координаторів EFSA:
- Австрія
- Бельгія
- Болгарія
- Велика Британія
- Греція
- Данія
- Естонія
- Ірландія
- Ісландія
- Іспанія
- Італія
- Кіпр
- Латвія
- Литва
- Люксембург
- Мальта
- Нідерланди
- Німеччина
- Норвегія
- Польща
- Португалія
- Румунія
- Словаччина
- Словенія
- Угорщина
- Фінляндія
- Франція
- Хорватія
- Чехія
- Швеція

### Спостерігачі
Національні органи безпеки харчових продуктів наступних країн є спостерігачами мережі координаторів EFSA:
- Албанія
- Боснія і Герцеговина
- Косово
- Північна Македонія
- Сербія
- Туреччина
- Чорногорія
- Швейцарія

## Журнал
Науковий висновок Європейського органу з безпеки харчових продуктів публікується в науковому онлайн-журналі з відкритим доступом EFSA. Він стосується оцінки ризику стосовно продуктів харчування та кормів, включаючи харчування, здоров'я й добробут тварин та здоров'я й захист рослин.